# مایاک (سرزمین آلتای)
مایاک (به لاتین: Mayak) یک منطقهٔ مسکونی در روسیه است که در سرزمین آلتای واقع شده‌است.